# Хемминген (Нижняя Саксония)
Хемминген (нем. Hemmingen) — город в Германии, в земле Нижняя Саксония.
Входит в состав района Ганновер. Население составляет 18 644 человека (на 31 декабря 2010 года). Занимает площадь 31,65 км². Официальный код — 03 2 41 007.
Город подразделяется на 7 городских районов.

## Население

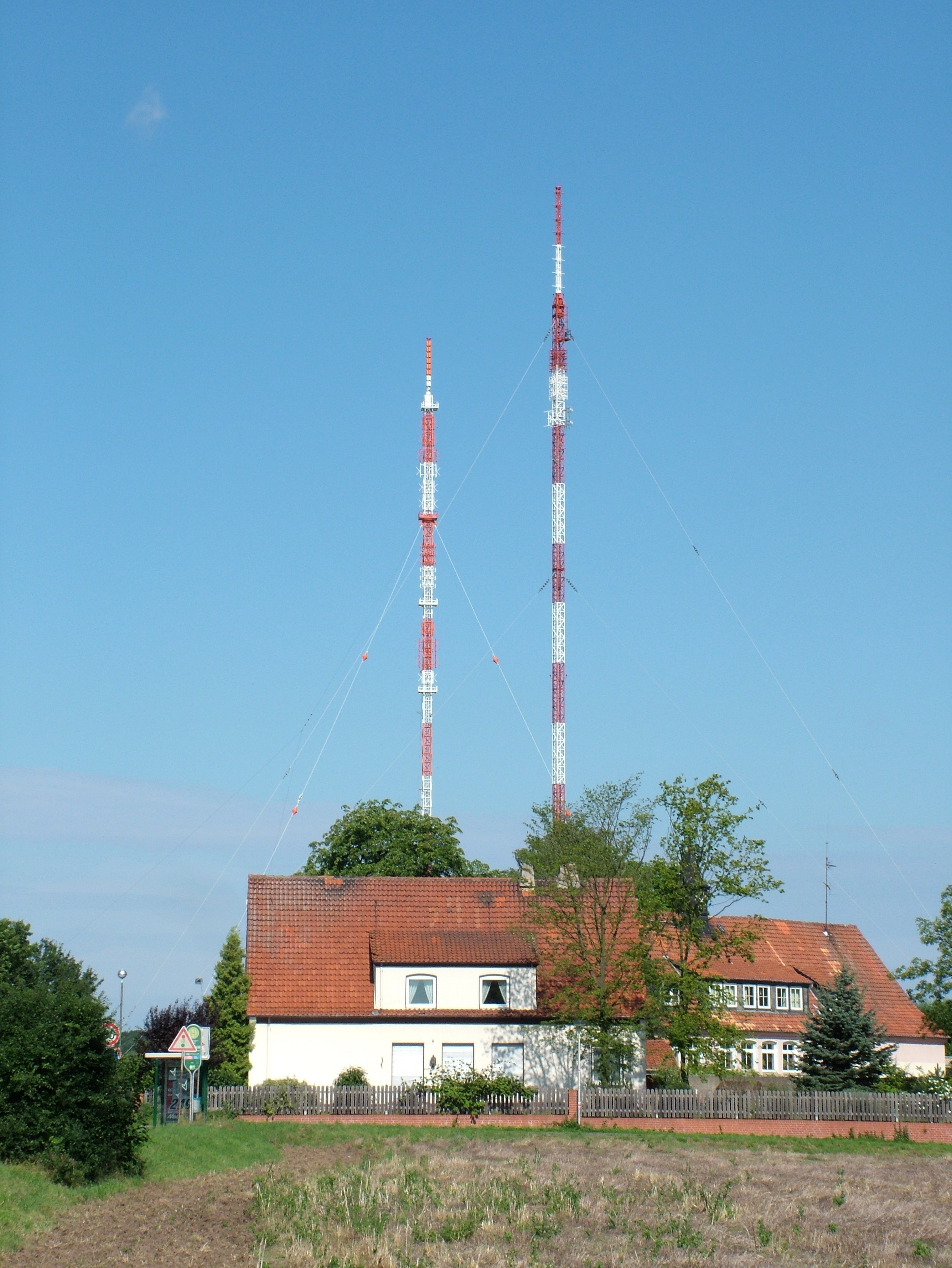
Хемминген

| Год  | Население |
| ---- | --------- |
| 1990 | 16 169    |
| 1995 | 16 413    |
| 2000 | 17 714    |
| 2005 | 18 596    |
| 2010 | 18 606    |